# Efly
Efly fue una aerolínea con base en Malta. Operaba vuelos chárter y ad hoc. Durante un breve periodo de tiempo operó la ruta entre Malta y Catania, Sicilia.

## Destinos
Antiguos destinos a los que voló Efly: (a 22 de octubre de 2009)

### Europa
- Malta
  - Malta (Aeropuerto Internacional de Malta)
- Italia
  - Catania (Aeropuerto de Catania Fontanarossa)

Los vuelos a estos destinos fueron cancelados el 5 de noviembre de 2009.

## Flota
La flota de Efly incluye las siguientes aeronaves (a 1 de diciembre de 2010):
- 1 BAe 146-300